# شلل دوري
الشلل الدوري هو مجموعة من الأمراض الوراثية النادرة تؤدي إلى الضعف أو الشلل بسبب محفزات شائعة مثل البرد أو الحرارة أو الوجبات المحتوية على نسبة كربوهيدرات عالية، أو عدم الأكل، أو الضغط النفسي، أو الإثارة والنشاط البدني من أي نوع. الآلية الكامنة وراء هذه الأمراض هي اختلال وظائف القنوات الأيونية في أغشية خلايا العضلات الهيكلية التي تسمح للأيونات المشحونة كهربائياً بالتسرب إلى داخل الخلية العضلية أو الخروج منها، ما يسبب إزالة استقطاب الخلية وأن تصبح غير قادرة على التحرك.
قد تَنتُج أعراض الشلل الدوري أيضًا عن فرط نشاط الغدة الدرقية، فتُسمى عندئذٍ الشلل الانسمامي الدرقيّ الدوريّ؛ ومع ذلك، إذا كانت هذه هي الحالة المسببة، فمن المرجح أن تكون هناك مظاهر مميزة أخرى، ما يتيح التشخيص الصحيح.

## الأنواع
الشلل الدوري هو اعتلال عضلي مهيمن متعلق بالصبغة الجسدية مع تباين كبير في الانتفاذ الوراثي، ما يؤدي إلى مجموعة من الطرز الظاهرية العائلية (يحتاج أحد الوالدين فقط إلى حمل طفرة الجين للتأثير على الأطفال، ولكن لا يتأثر جميع أفراد الأسرة المتشاركين بالجين بنفس الدرجة). وهي أمراض محددة تشمل:
الشلل الدوري الناتج عن نقص بوتاسيوم الدم (الوراثة المندلية على الإنترنت في الإنسان (OMIM) 170400)، فيه يتسرب البوتاسيوم إلى خلايا العضلات من مجرى الدم.
الشلل الدوري الناتج عن فرط بوتاسيوم الدم (الوراثة المندلية على الإنترنت في الإنسان (OMIM) 170500)، فيه يتسرب البوتاسيوم من الخلايا إلى مجرى الدم.
داء التشنج العضلي التوتري الخلقي (الوراثة المندلية على الإنترنت في الإنسان (OMIM) 168300)، هو شكل للشلل الدوري يصاحبه غالبًا فرط بوتاسيوم الدم، ولكنه قد يظهر بمفرده. من الأعراض الرئيسية لداء التشنج العضلي التوتري تقفع العضلات الذي يتطور أثناء التمرين أو النشاط. قد تُحفز نوبات التشنج العضلي التوتري الخلقي أيضًا بانخفاض مستوى البوتاسيوم في مجرى الدم. يعني هذا أن الأشخاص الذين يعانون من الشلل الدوري لفرط بوتاسيوم الدم وداء التشنج العضلي التوتري الخلقي قد يعانون نوباتٍ مع تقلبات البوتاسيوم لأعلى أو لأسفل.
متلازمة أندرسن – طويل الـ (إيه تي إس ATS) (الوراثة المندلية على الإنترنت في الإنسان (OMIM) 170390))، هي شكل من أشكال الشلل الدوري تتضمن مشاكل كبيرة في إيقاع القلب، وإغماء، وخطر الموت المفاجئ. قد تكون مستويات البوتاسيوم منخفضة أو عالية أو طبيعية خلال هجمات الـ (إيه تي إس ATS). قد يعاني مرضى الـ (إيه تي إس ATS) من تشوهات هيكلية مثل الجنف (تقفع العمود الفقري)، والنسيج بين الأصابع الثاني والثالث في اليد أو القدم (ارتفاق الأصابع)، والأصابع المعقوفة (انحراف الأصابع)، والفك الصغير (صِغر الفك) والأذنين منخفضتي الموضع. يحتاج المرضى إلى شكل آخر من أشكال الشلل الدوري ليعاني من متلازمة أندرسن – طويل. إذا كان المريض يعاني من الشلل الدوري الناتج عن فرط أو نقص البوتاسيوم فلديه فرصة بنسبة 50 ٪ للحصول على أندرسن - طويل. يجب فقط أن يكون لديه الجين الذي يسبب ذلك. وهناك احتمالية نادرة لوجود هذا. إذ سُجل حوالي 100 شخص فقط في العالم لديهم هذه المتلازمة.

## المسببات
واحدة من أكثر أوصاف الشلل الدوري شيوعًا هي أنه نوبات عرضية لضعف العضلات، ترتبط عادةً بمستويات البوتاسيوم في الدم. حُدِدَ النشاط البدني ومحتوى النظام الغذائي (الكربوهيدرات) كمحفزات للـ (بّي بّي PP) على عكس اعتلال عضلات القلب غير الحثلي، يتم تنشيط النمط الظاهري للشلل الدوري بعد الراحة بعد التمرين. تُعتبر طفرات قناة الصوديوم فولتية الصمامات (إن إيه في 1.4Nav1.4) من بين الأسباب الرئيسية وراء الشلل الدوري.
يُتعًرف على الشلل الدوري الناتج عن فرط بوتاسيوم الدم بمستويات البوتاسيوم العالية خارج الخلية والتي عادة ما تكون أكبر من 5 ميكرو.م أثناء النوبات؛ ومع ذلك، قد تحدث نوبات الشلل الدوري الناتج عن فرط بوتاسيوم الدم أيضًا دون أي زيادة في تركيزات البوتاسيوم. لدي الشلل الدوري الناتج عن فرط بوتاسيوم الدم معدل انتشار 1 / 100،000. تظهر الأعراض في سن العاشرة تقريبًا. نوبات الضعف في الشلل الدوري الناتج عن فرط بوتاسيوم الدم قصيرة الأمد نسبيًا، وتتراوح من دقائق إلى ساعات. قد تحدث الهجمات أكثر من عشر مرات في الشهر.
يرتبط الشلل الدوري الناتج عن نقص بوتاسيوم الدم (بّي بّي- نقص البوتاسيوم) بمستويات البوتاسيوم المنخفضة. يظهر الشلل الدوري الناتج عن نقص بوتاسيوم الدم بين 15 و 35 عامًا. ويُقدر معدل انتشاره بـ 1 / 100،000. قد يَنتُج الشلل الدوري الناتج عن نقص بوتاسيوم الدم عن العديد من العوامل الخارجية مثل الضغط النفسي والنظام الغذائي عالي السكر والراحة بعد الانتظام على التمرين. خلال نوبات الشلل الدوري الناتج عن نقص بوتاسيوم الدم، قد تنخفض تركيزات البوتاسيوم في الدم إلى أقل من 3 مم. علاوة على ذلك، تبقى نوباته لفترة أطول من الشلل الدوري الناتج عن فرط بوتاسيوم الدم. نظرًا لأن ممارسة الرياضة هي محفز لنوبات الشلل الدوري، فقد أُجريت المزيد من الأبحاث مؤخرًا حول التغيرات الفيزيولوجية التي تصاحب التمارين بما في ذلك التغيرات في درجة حموضة الدم.

## التشخيص
يصعب تشخيص هذا المرض بشكل غير عادي. غالبًا ما يُبلّغ المرضى عن سنوات من التشخيص الخاطئ والعلاجات التي جعلتهم أسوأ بدلاً من جعلهم أفضل. قد يكون جزءٌ من هذا لوجود الصداع النصفي في ما يصل إلى 50 ٪ من المرضى الذي قد يسبب مجموعة مربكة من الأعراض بما في ذلك الصداع، وصعوبات النطق، والأورات البصرية أو السمعية أو الحسية. لا يتوفر اختبار الحمض النووي إلا لنصف دستة من طفرات الجينات الشائعة، بينما هناك العشرات من الطفرات المعروفة التي يمكن حدوثها ولا تُختبَر بشكل روتيني. نتائج مخطط كهربية العضل (إي إم جي EMG) ليست محددة، لكن يمكن استخدام بروتوكول ماكمينز McManis، الذي يُطلق عليه أيضًا اختبار إمكانات سعة العضلات المركب (سي إم إيه بّي CMAP)، بواسطة طبيب أعصاب ماهر قادرٍ على استخدام الـ (إي إم جي EMG)، الذي يمكنه تقديم المساعدة في تشخيص العديد من اضطرابات الـ (بّي بّي) هذه. يمكن أن يسبب اختبار الجلوكوز/الأنسولين الاستفزازي القديم أعراضًا تهدد الحياة ويجب ألا يُستخدم.
وتجدر الإشارة أيضًا إلى أن مستويات البوتاسيوم لا تحتاج أن تتعدى الحدود الطبيعية لتسبب شللًا خطيرًا قد يهدد الحياة. هذه الأمراض ليست مثل وجود مستوى منخفض جدًا من البوتاسيوم (نقص بوتاسيوم الدم) أو البوتاسيوم المرتفع (فرط بوتاسيوم الدم) ويجب عدم علاجها على هذا النحو. إذ يكون تخزين الجسم الكلي للبوتاسيوم عادةً طبيعي؛ فقط يكون في المكان الخطأ.

## العلاج
قد تشمل معالجة الشلل الدوري مثبطات الأنهيدراز الكربوني (مثل الأسيتازولاميد أو الميثازولاميد أو ديكلورفيناميد)، أو تناول كلوريد البوتاسيوم عن طريق الفم بصفته مكملًا غذائيًا، ومدرات البول الموفرةُ للبوتاسيوم (لحالات نقص البوتاسيوم)، أو تجنب البوتاسيوم (لحالات فرط البوتاسيوم)، أو تناول مدرات البول الثيازيد التي تزيد من كمية الصوديوم المُخرجة من الكليتين (لحلات فرط البوتاسيوم)، والقيام بتغييرات كبيرة في نمط الحياة بما في ذلك مستويات مُراقَبَة بعناية من ممارسة النشاط البدني. ومع ذلك، يجب تخصيص العلاج لكل نوعٍ معين من الشلل الدوري.
يتشابه علاج الشلل الدوري في متلازمة أندرسن -الطويل مع علاج الأنواع الأخرى. ومع ذلك، قد تكون هناك حاجة لإدخال ناظمٍ أو زرع منظم ضربات القلب - مزيل الرجفان للسيطرة على أعراض القلب.

## توقعات سير المرض
بينما قد تتراوح الإعاقة ما بين الضعف البسيط العَرَضيّ والتلف الدائم للعضلات، وعدم القدرة على شغل وظيفة عادية واستخدام الكرسي المتحرك، فإن معظم الناس يعملون (يتعاملون) بشكل جيد إلى حد ما باستخدام الأدوية وتغيير نمط الحياة.